# Iiyama (empresa)
iiyama (株式会社イーヤマ Kabushikigaisha īyama?) es una empresa tecnológica japonesa fundada en 1972, especializada en la fabricación de pantallas LCD con tecnología Led.

## Historia
La empresa fue fundada en 1972 por Kazuro Katsuyama bajo el nombre de iiyama Electric Corporation en la ciudad de iiyama, ubicada al norte de la prefectura de Nagano, en la región de región de Chūbu, Japón. En sus inicios, empezó a fabricar piezas para la fábrica que Mitsubishi tenía en la prefectura de Nagano. En 1976, empezó a producir sus propios televisores en blanco y negro y tres años más tarde, en color. Con la entrada de los ordenadores en los hogares, la empresa pasó a centrarse en la fabricación de monitores y otros periféricos, segmento que se convertiría en el puntal desde entonces. En 2006 empezó a formar parte del holding japonés MCJ, moviendo su sede central a Tokio. En la década de 1990, empezó su internacionalización, empezando por Estados Unidos y Europa Occidental. En 2017, entró en los mercados de Portugal y España de la mano de la multinacional Tech Data.

## Líneas de producción

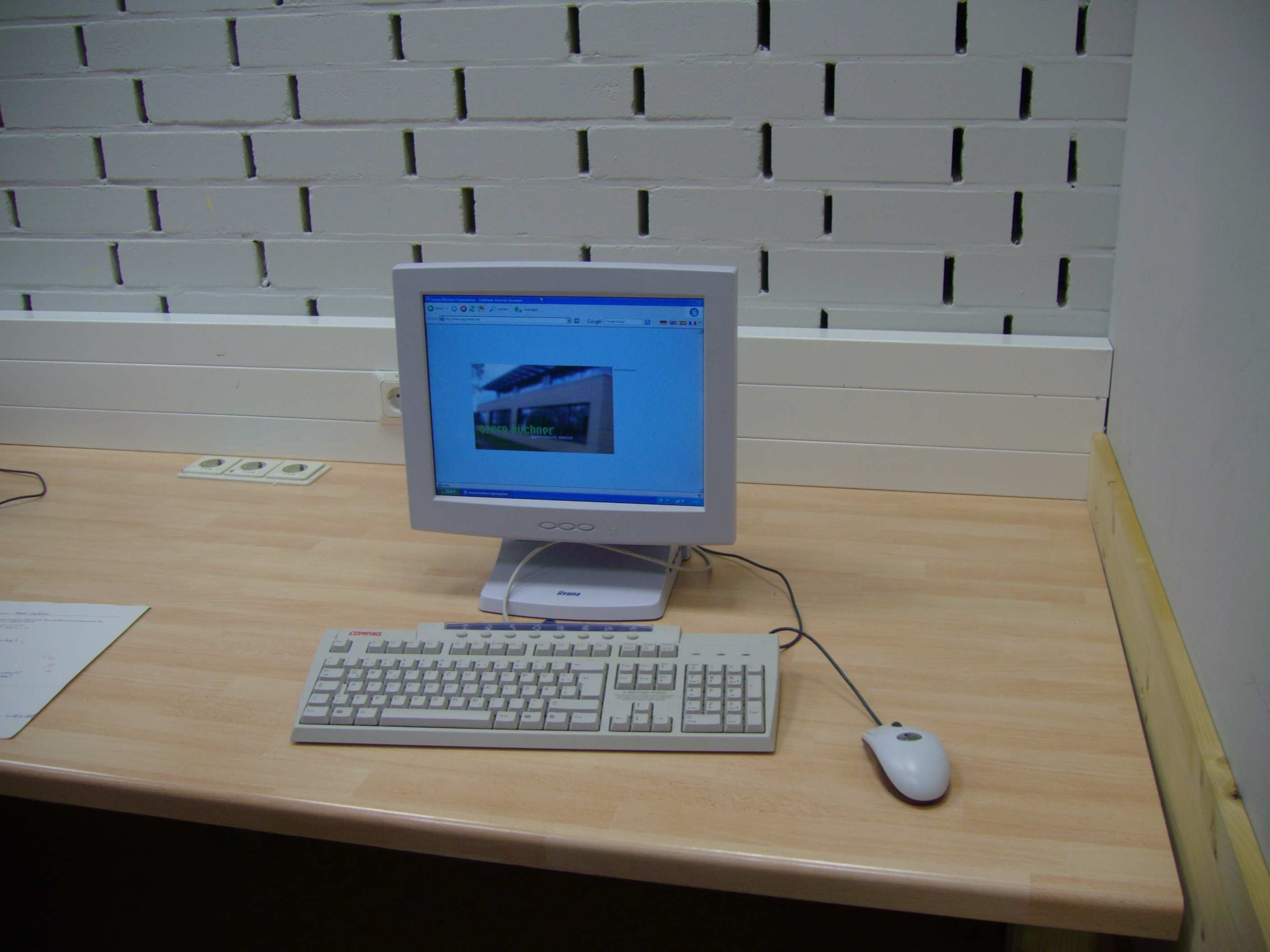
Antigua pantalla de ordenador iiyama.

En los inicios, la empresa se centró en la fabricación de televisores hasta la llegada de los ordenadores, momento en el cual empezó la transición hasta centrarse en la fabricación de pantallas